# Állatöv

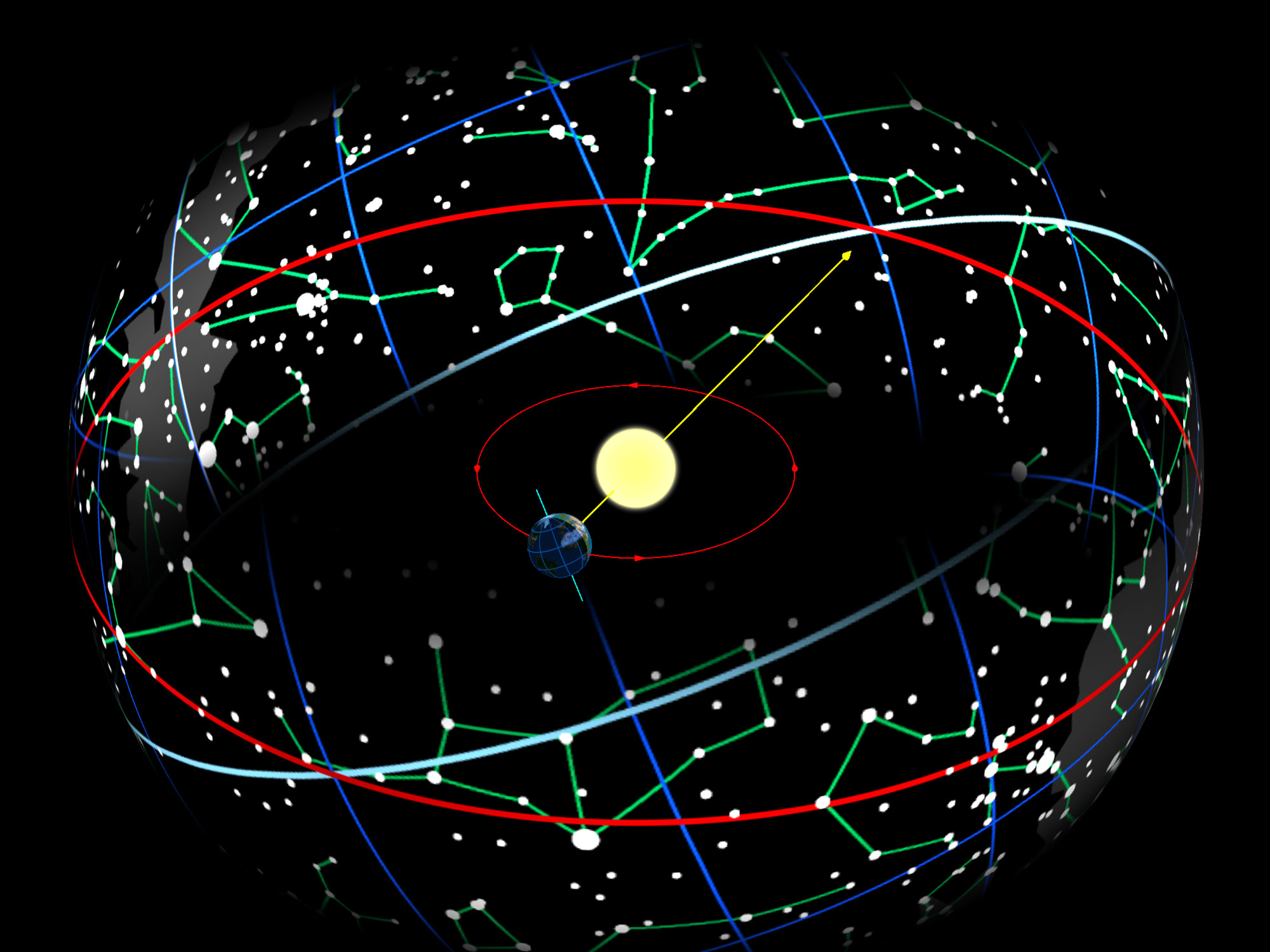
Az ekliptika mentén fut végig az állatöv

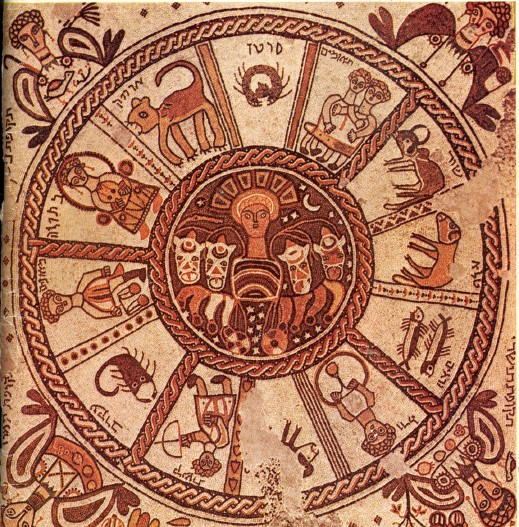
Zodiákus egy 6. századi mozaikpadlón egy Beit Alpha-i zsinagógában, görög-bizánci elemekkel

Az állatöv – görög–latin eredetű szóval zodiákus – az égboltnak az ekliptikát északról és délről övező, közelebbről meg nem határozott szélességű, 360 fok kerületű sávja. Klasszikus értelemben tizenkettő, valójában tizenhárom csillagkép kisebb-nagyobb része alkotja.

## A név eredete
A zodiákus szó a latin zōdiacusból ered, ami a görög ζῳδιακός [κύκλος]ból származik - ennek jelentése „állatok köre” – a ζωδιον szóból származik, ami a ζώον – „állat” szó kicsinyítő képzős változata. Ez onnan ered, hogy a tizenkét csillagképből nyolc állatnevet visel. Egy másik feltételezés szerint a görög szó rokon a szanszkrit sodi, azaz „ösvény” szóval.
Világhírű műemlék Egyiptomban a közel kétezer éves denderai templom, ahol az ún. denderai zodiákus látható, amely a Bika és Mérleg csillagképeket ábrázolja.

## Az állatöv szélessége
Az állatöv fokban kifejezett szélessége nincs meghatározva. A régi korok embereinek figyelmét leginkább a csillagos égnek az a része keltette fel, ahol a Nap és a −4 és +2 magnitúdó fényességű (korabeli szóhasználattal első- és másodrendű) bolygócsillagok mozogtak: ez az ekliptikától ±3° távolságú terület, bár a Vénusz néha ettől messzebb is kerülhet. A Hold – nem pontosan az ekliptikával 23,5°-os szöget bezáró földi egyenlítői síkban keringve – akár ±28 fokra is eltávolodhat. Magának az 1928-ban meghatározott határvonalú állatövi csillagképeknek a szélső pontjai még távolabbiak lehetnek.

## Az állatöv csillagképei
Az állatövi csillagkép és állatövi jegy nem azonos fogalom: az utóbbi az asztrológia témakörébe tartozik. A félreértést az is erősíti, hogy elnevezésük azonos (pl. Ikrek csillagkép és Ikrek jegy).
Az égbolt teljes területe 88 csillagképre van felosztva, így az ekliptika égi köre is egymással szomszédos csillagképeken megy keresztül, szám szerint tizenhármon. Mivel a csillagképek nagyon különböző méretűek és alakúak, ezért az ekliptika egy csillagképbe eső ívhossza – így a Nap áthaladási ideje is – eltérő: a következő táblázatban ez olvasható. Legérdekesebb eset, hogy a november 21-e és december 20-a közötti 30 nap alatt a Nap négy csillagképben is előfordul.
| Név        | A Nap a csillagképbe lép |
| ---------- | ------------------------ |
| Bak        | január 20.               |
| Vízöntő    | február 16.              |
| Halak      | március 12.              |
| Kos        | április 19.              |
| Bika       | május 14.                |
| Ikrek      | június 22.               |
| Rák        | július 21.               |
| Oroszlán   | augusztus 11.            |
| Szűz       | szeptember 17.           |
| Mérleg     | október 31.              |
| Skorpió    | november 23.             |
| Kígyótartó | november 30.             |
| Nyilas     | december 18.             |

A dátumok a 2011. évre vonatkoznak. Más években – a szökőév miatti eltolódás folytán – ±1 nap eltérés lehetséges.

## Az állatöv csillagai
Mivel a bolygók és a Hold jórészt az állatövben mozognak, és mozgásuk során csillagokat fednek el, a csillagászat fedésekkel (okkultációk) foglalkozó ága számára készülő speciális katalógusok lényegében az állatövre vonatkoznak. Közülük az első az 1940-ben kiadott, James Robertson által összeállított "Catalog of 3539 zodical stars for the equinox 1950.0", amely a 6° 40' ekliptikai szélességű sáv 3539 csillagát tartalmazza. A katalógus közismert rövidítése ZC, hasonlóan a 'ZC sorszám' azonosítóval jelölt csillagaihoz.
Ezt 1977-ben kibővítették a SAO és AGK3 katalógusok kapcsolódó csillagaival: XZ Catalog of Zodiacal Stars címmel jelent meg, és 32221 csillagot tartalmaz. 1995-ben kiadták az újabb változatát.

## Állatövi jegyek az asztrológiában

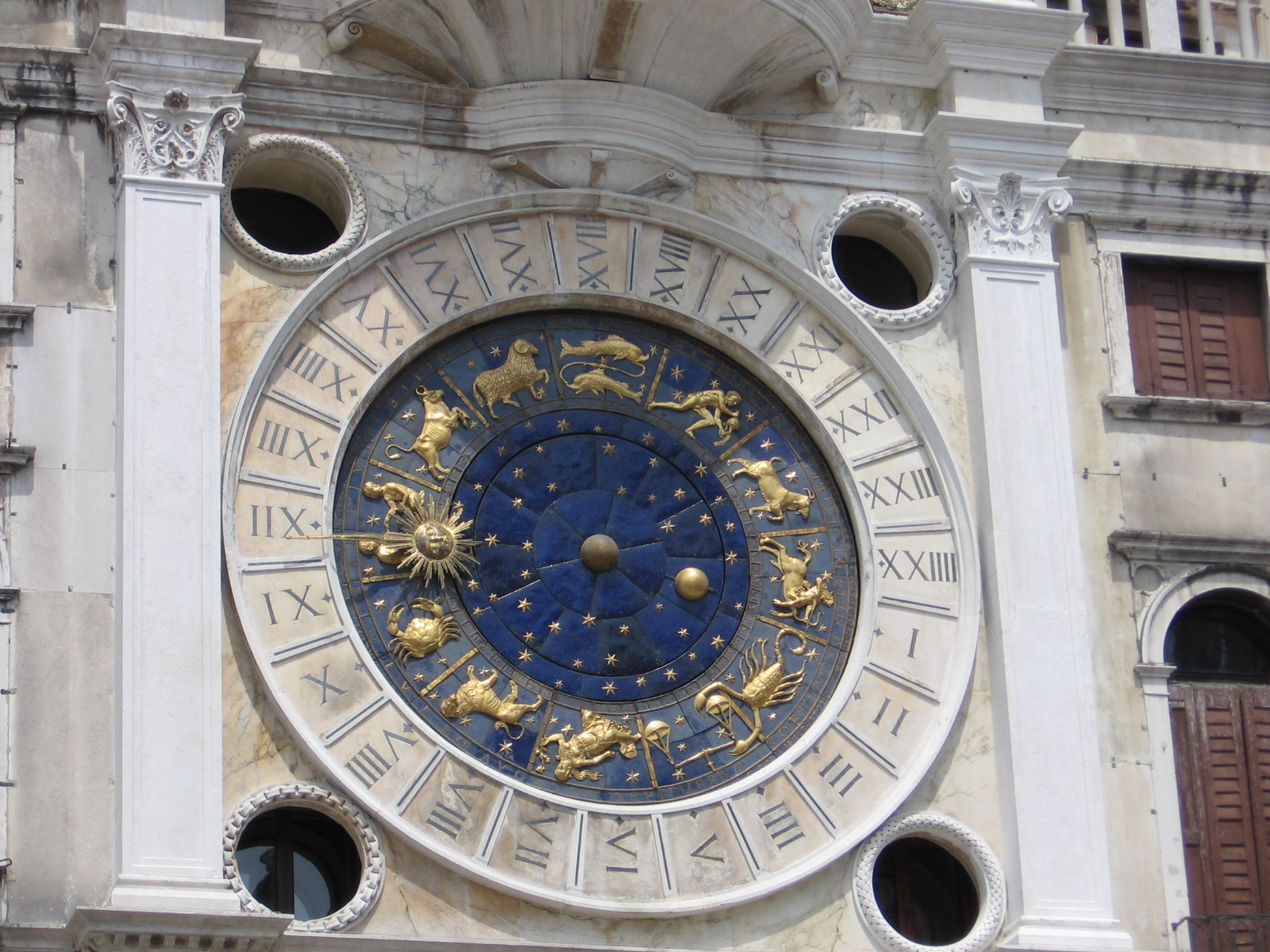
Az állatövi jegyekkel díszített Orologio a velencei Szent Márk téren

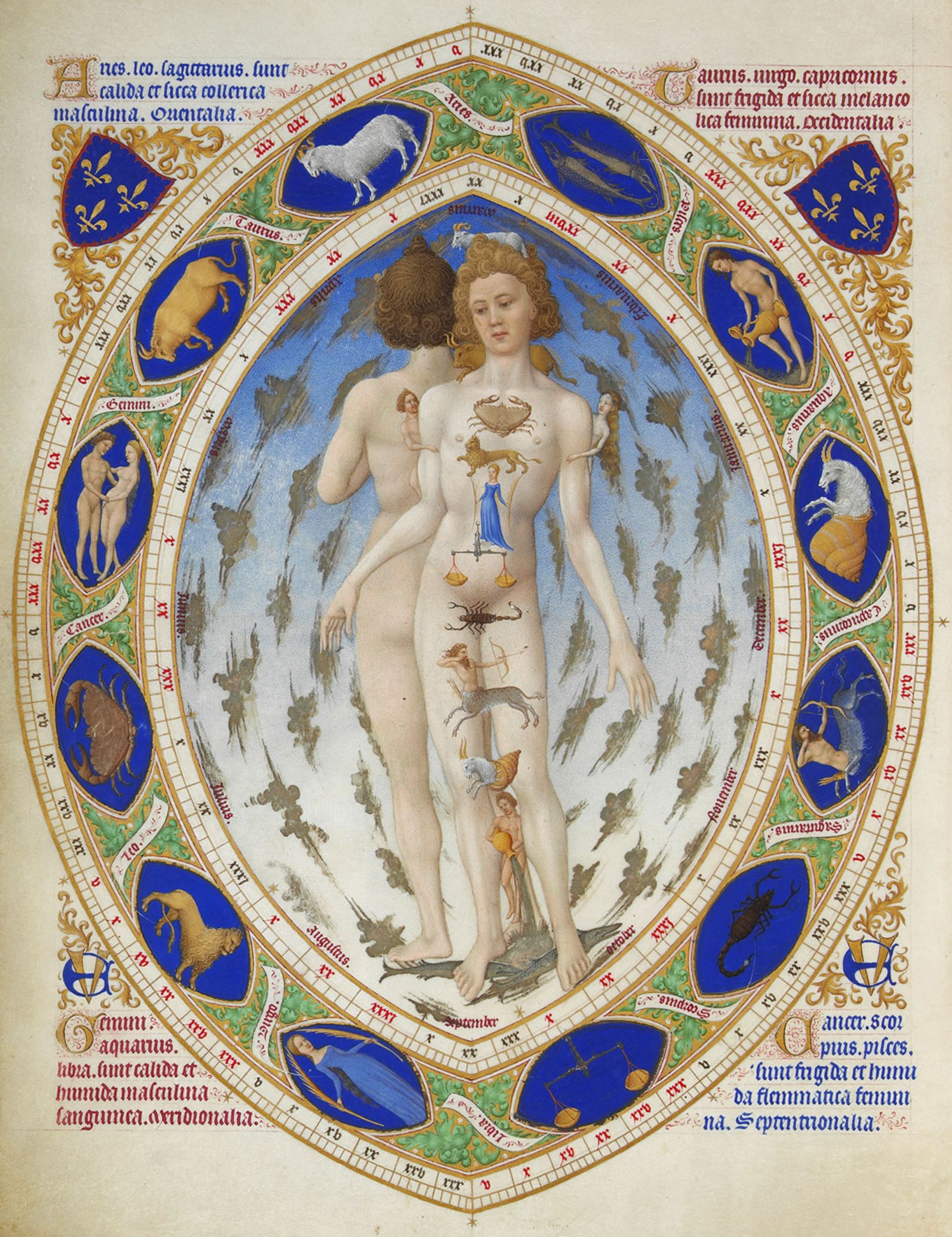

Az állatövi jegyek tizenkét részre (csillagjegyre) osztják az ekliptikát, azaz azt az utat, amin a Nap a Földről nézve végighalad egy év alatt. Az ókori Babilonból származik; ez az első ismert égi koordináta-rendszer. Ma az asztrológiában használják.
A nyugati és az indiai (védikus) asztrológia ugyanazokat a jegyeket ismeri; a fő eltérés, hogy a nyugati a tropikus, míg a védikus a sziderikus (sziderális) asztrológiát használja. A tavaszpont precessziója következtében a csillagképek helyzete változik az égen, és a tropikus asztrológia állatövi jegyei már nem felelnek meg az égen található csillagképeknek, míg a sziderikus asztrológiában igen.
A kínai asztrológiában nemcsak a hónapokhoz, hanem az egyes évekhez is hozzárendelik az állatövi jegyeket; itt más nevük van.
| Név (magyar és latin) | Dátum (tropikus)             | Indiai név | Dátum (sziderikus)           | Elem   | Uralkodó            | Egzaltáció | Esés              | Exil               | Jel |
| --------------------- | ---------------------------- | ---------- | ---------------------------- | ------ | ------------------- | ---------- | ----------------- | ------------------ | --- |
| Kos Aries             | március 21.–április 20.      | Mesa       | április 14.–május 14.        | tűz    | Mars                | Nap        | Szaturnusz        | Vénusz             |     |
| Bika Taurus           | április 21.–május 21.        | Vrisabha   | május 15.–június 14.         | föld   | Vénusz              | Hold       | Uránusz           | Mars / Plútó       |     |
| Ikrek Gemini          | május 22.–június 21.         | Mithuna    | június 14.–július 16.        | levegő | Merkúr              | É. h.      | D. h.             | Jupiter            |     |
| Rák Cancer            | június 22.–július 22.        | Karka      | július 17.–augusztus 16.     | víz    | Hold                | Jupiter    | Mars              | Szaturnusz         |     |
| Oroszlán Leo          | július 23.–augusztus 23.     | Simha      | augusztus 17.–szeptember 16. | tűz    | Nap                 | Neptunusz  | –                 | Uránusz            |     |
| Szűz Virgo            | augusztus 24.–szeptember 22. | Kanya      | szeptember 17.–október 17.   | föld   | Merkúr              | Merkúr     | Vénusz, Neptunusz | Jupiter, Neptunusz |     |
| Mérleg Libra          | szeptember 23.–október 23.   | Tula       | október 18.–november 16.     | levegő | Vénusz              | Szaturnusz | Nap               | Mars               |     |
| Skorpió Scorpio       | október 24.–november 22.     | Vrischika  | november 17.–december 15.    | víz    | Mars, Plútó         | Uránusz    | Hold              | Vénusz             |     |
| Nyilas Sagittarius    | november 23.–december 21.    | Dhanus     | december 16.–január 14.      | tűz    | Jupiter             | D. h.      | É. h.             | Merkúr             |     |
| Bak Capricorn         | december 22.–január 20.      | Makara     | január 15.–február 12.       | föld   | Szaturnusz          | Mars       | Jupiter           | Hold               |     |
| Vízöntő Aquarius      | január 21.–február 19.       | Kumbha     | február 13.–március 11.      | levegő | Szaturnusz, Uránusz | –          | Neptunusz         | Nap                |     |
| Halak Pisces          | február 20.–március 20.      | Meenam     | március 11.–április 18.      | víz    | Jupiter, Neptunusz  | Vénusz     | Merkúr            | Merkúr             |     |

É.h. = északi holdcsomópont (a védikus asztrológiában Ráhu), d.h. = déli holdcsomópont (Kétu).